# Blaireau
Pour les articles homonymes, voir Blaireau (homonymie).
Taxons concernés
Dans la famille des Mustelidae, les genres :
- Arctonyx
- Meles
- Mellivora
- Melogale
- Taxidea

Dans la famille des Mephitidae, le genre :
- Mydausmodifier

Blaireau est un terme du vocabulaire courant qui désigne plusieurs espèces de mammifères appartenant à la famille des Mustelidae. Ce nom ne correspond pas à un niveau précis de la classification scientifique des espèces. Autrement dit, il s'agit d'un nom vernaculaire dont le sens est ambigu en biologie car il désigne une dizaine d'espèces distinctes parmi les Melinae (blaireaux eurasiatiques), les Mellivora (ratel) et Taxidea (Blaireau d'Amérique). Le plus souvent toutefois, en parlant de « blaireau » les francophones font référence au Blaireau européen (Meles meles).

## Caractéristiques communes
Les animaux désignés sous le nom de blaireau sont des mammifères omnivores de taille moyenne, au corps massif, à pattes courtes et museau allongé. La fourrure épaisse et rude est bicolore, noir ou gris-brun, avec le plus souvent de larges bandes blanches partant de la tête et se prolongeant plus au moins loin sur le cou ou le dos, selon les espèces.

Quelques « blaireaux »
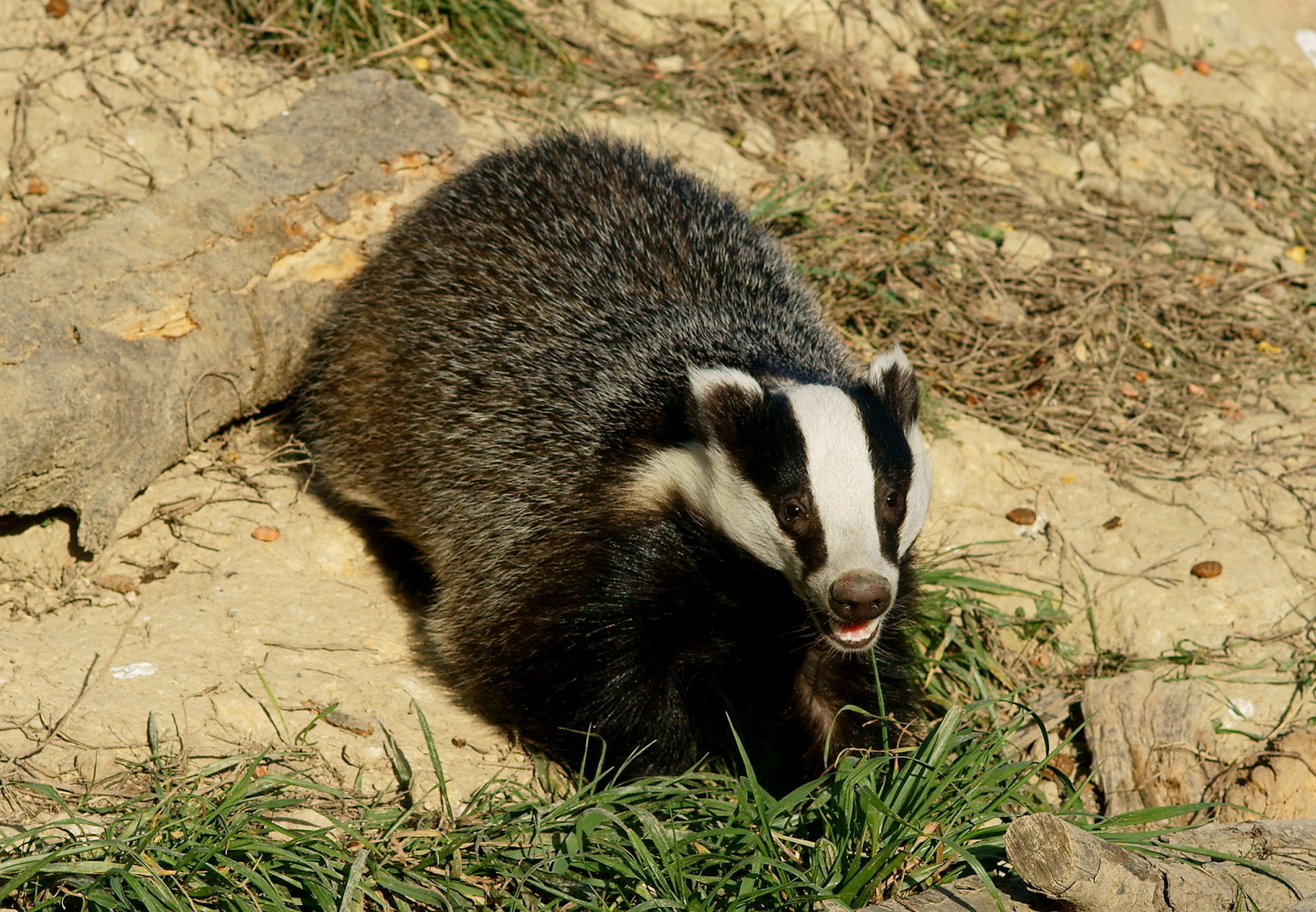
Blaireau européen.
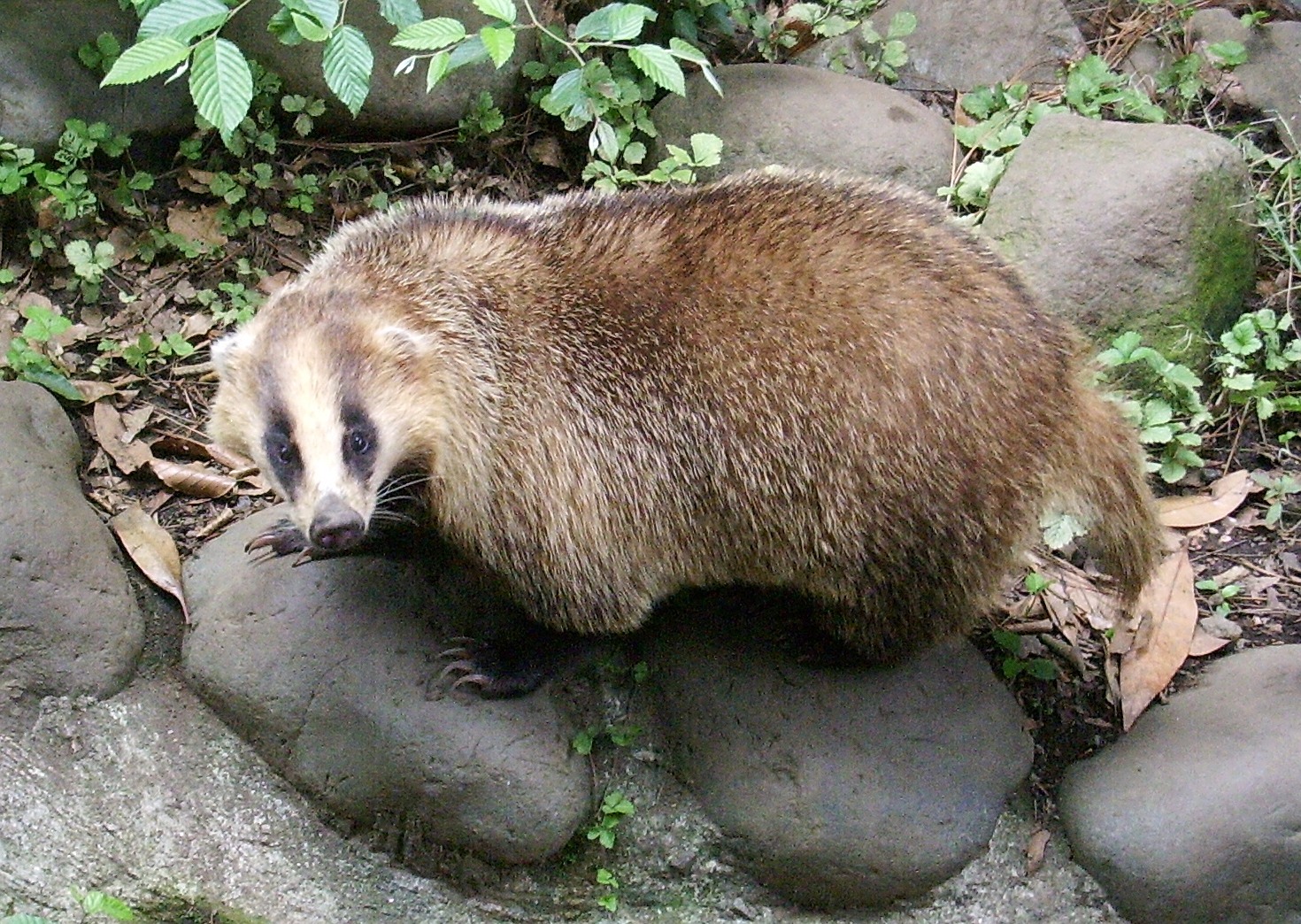
Blaireau du Japon.
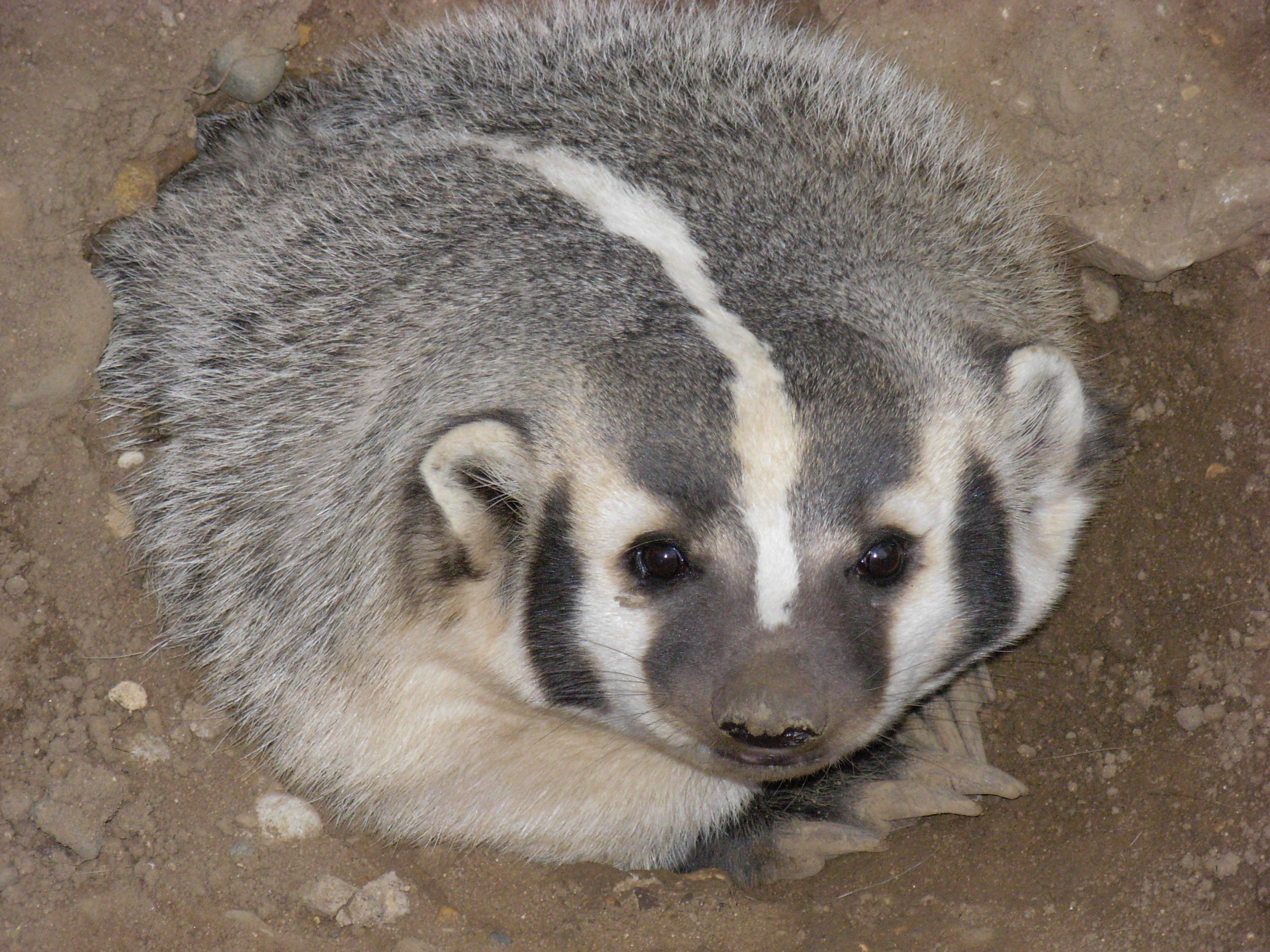
Blaireau d'Amérique.
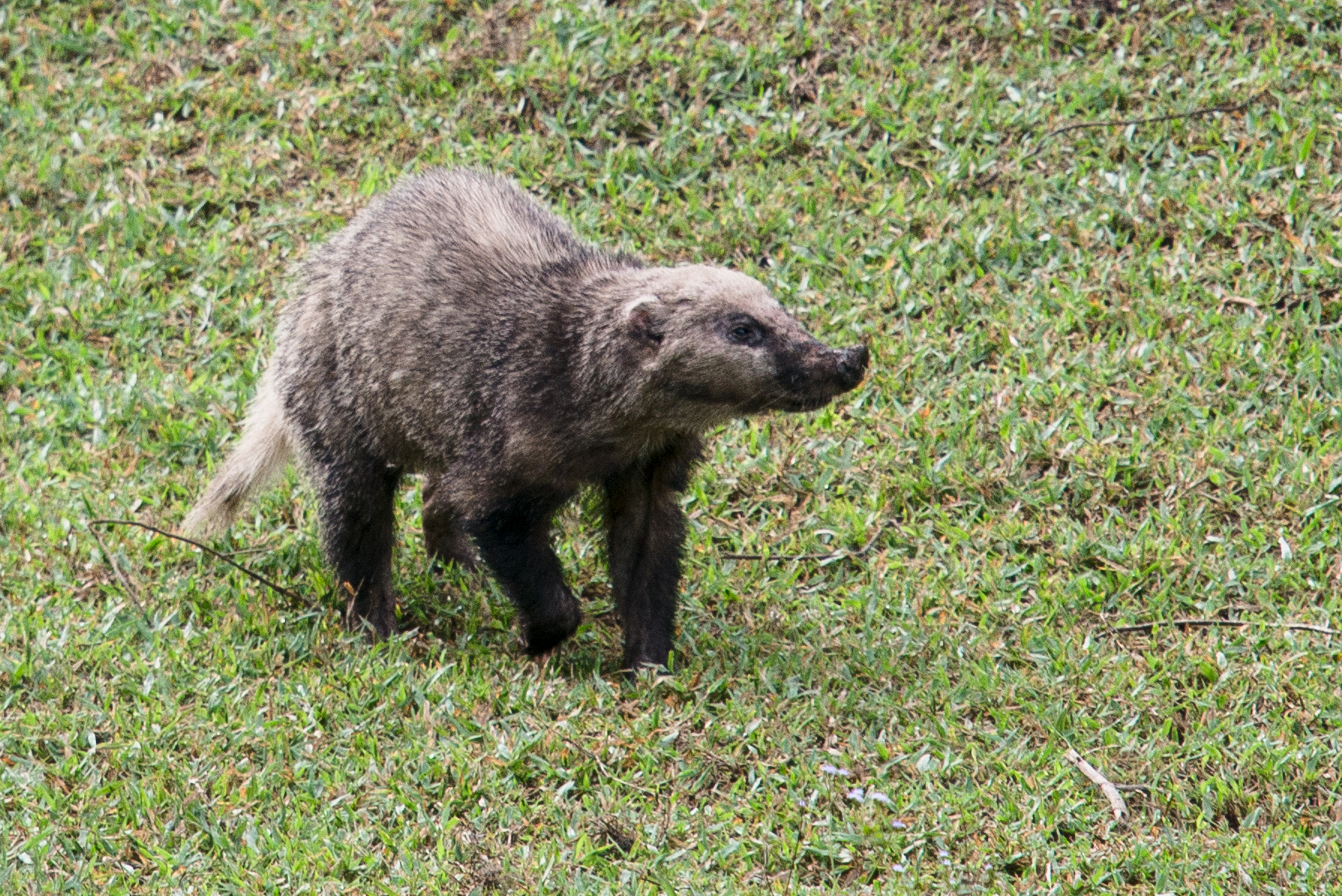
Blaireau à gorge blanche.
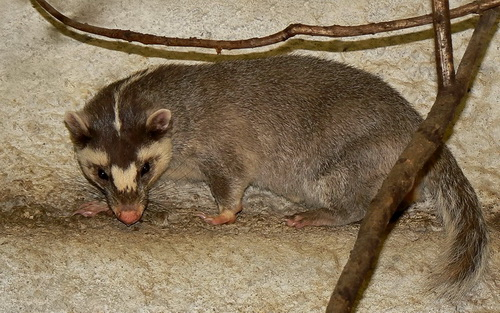
Blaireau-furet (ici de Chine).
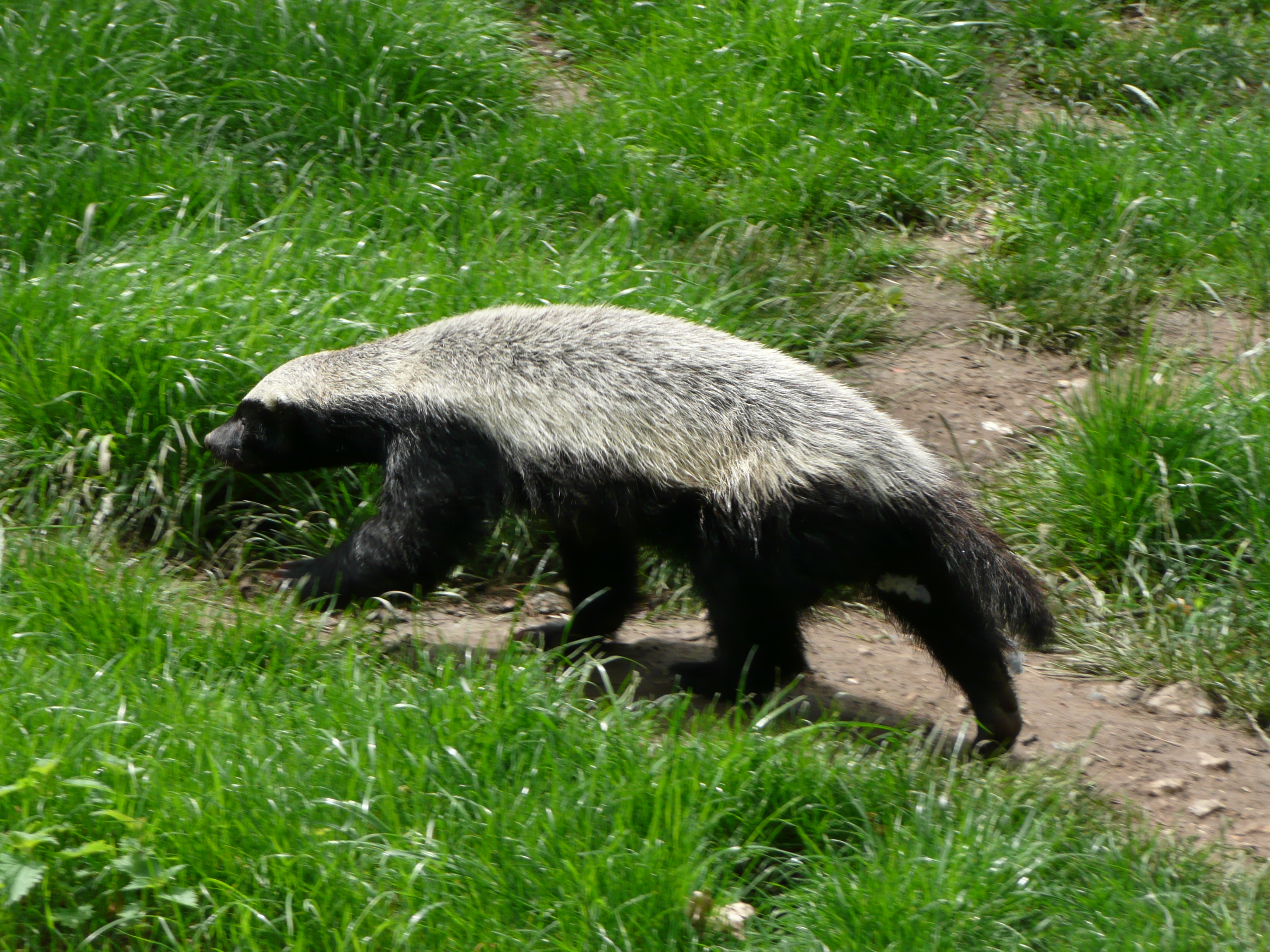
Blaireau à miel.

### Confusions
Ces mustélidés peuvent être confondus avec d'autres carnivores de taille moyenne et dont la face présente également un masque facial sombre. Toutefois, même vu de loin, le Raton laveur (Procyon lotor) est d'aspect plus rond avec une fourrure plus soyeuse et les Chiens viverrins (Nyctereutes) est proportionnellement plus haut sur pattes.

Comparaison avec d'autres carnivores ayant un masque facial sombre
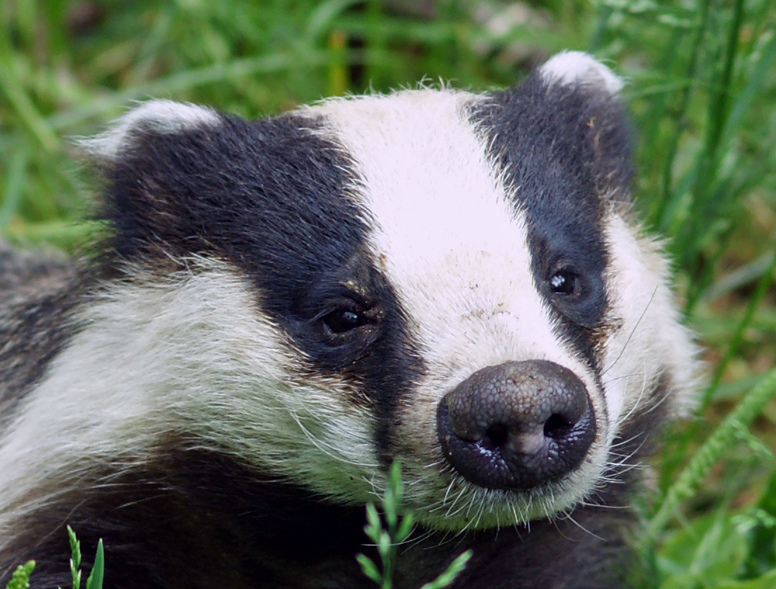
Blaireau européen (Meles meles).
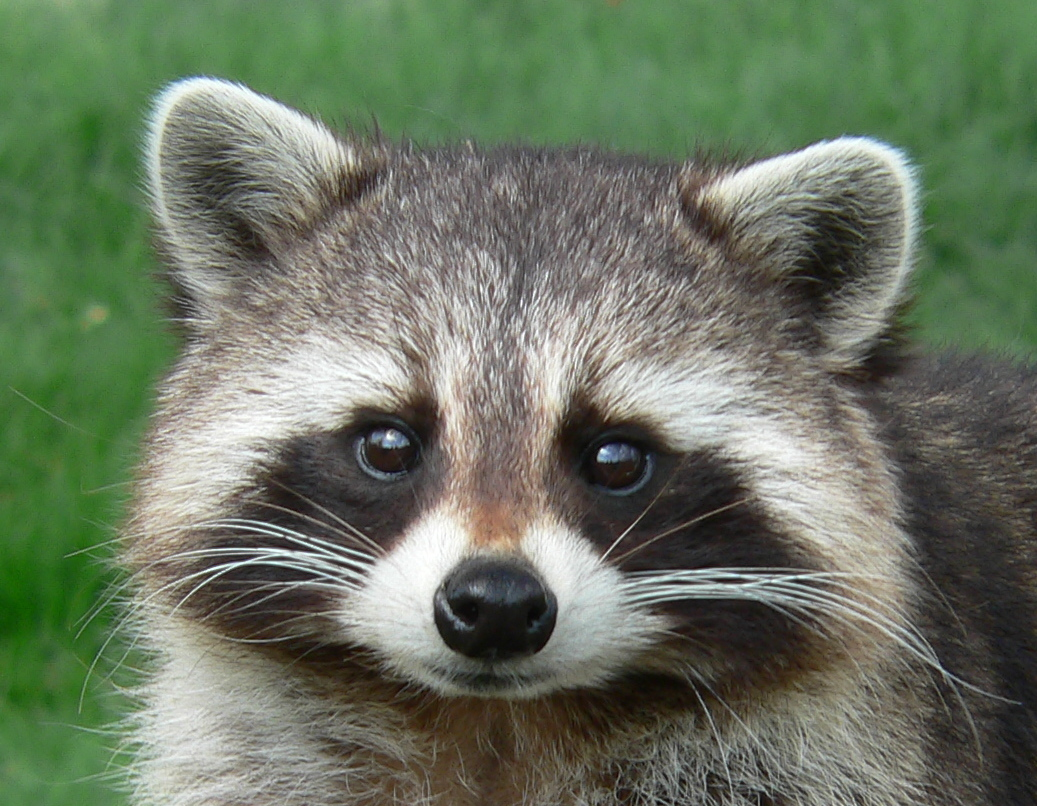
Raton laveur commun (Procyon lotor).
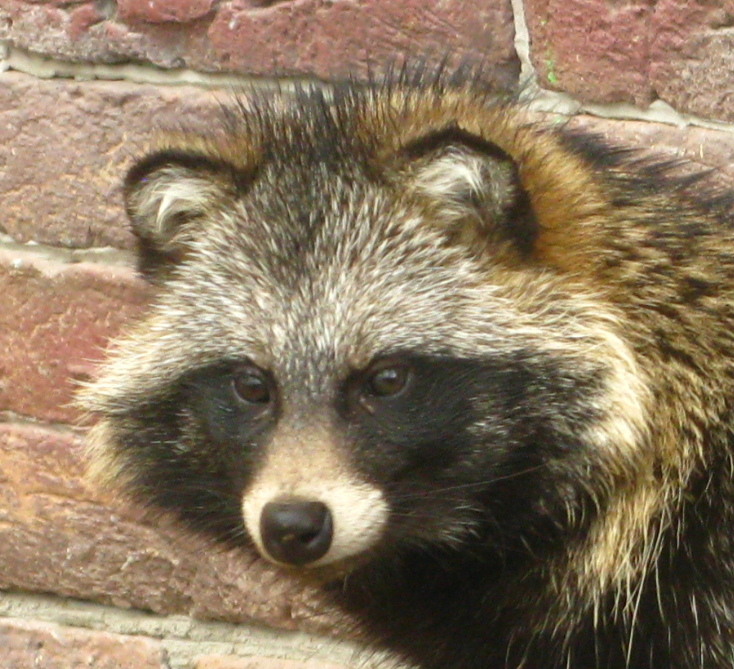
Chien viverrin (Nyctereutes).

### Physiologie, comportement et écologie
Les caractéristiques générales des blaireaux sont celles des mustélidés, avec des nuances pour chaque espèce. La plupart ont en commun de déposer leurs crottes dans de petits trous non refermés appelés pots. (voir les articles détaillés pour plus d'informations sur leur description ou leur mode de vie).

## Noms français et noms scientifiques correspondants
Liste alphabétique de noms vulgaires ou de noms vernaculaires attestés en français.
Note : certaines espèces ont plusieurs noms et figurent donc plusieurs fois dans cette liste. Les classifications évoluant encore, certains noms scientifiques ont peut-être un autre synonyme valide. En gras, l'espèce la plus connue des francophones.
- Blaireau (tout court) - désigne généralement Meles meles[4],[5], les espèces du genre Meles[4],[6] et plus rarement tous les Melinae[4]
- Blaireau américain - voir Blaireau d'Amérique[7]
- Blaireau asiatique - voir Arctonyx[5] et Blaireau d’Asie.
- Blaireau à collier - voir Arctonyx collaris[7]
- Blaireau à gorge blanche - voir Arctonyx[5],[8],[6]
- Blaireau à miel - l'espèce Mellivora capensis[9]
- Blaireau commun - voir Blaireau européen[6]
- Blaireau d'Amérique - l'espèce Taxidea taxus[5],[8],[6]
- Blaireau de Birmanie - voir Blaireau-furet de Java[6]
- Blaireau de Chine - voir Blaireau-furet chinois[6]
- Blaireau de Java - l'espèce Mydaus javanensis[5],[6]
- Blaireau de Palawan - l'espèce Mydaus marchei[5],[6]
- Blaireau d'Eurasie - voir Blaireau européen[6]
- Blaireau d'Europe - voir Blaireau européen[6]
- Blaireau des Philippines - voir Blaireau de Palawan[5]
- Blaireau de Thoral - l'espèce disparue Meles thorali[7]
- Blaireau du Japon - voir Blaireau japonais[7]
- Blaireau eurasiatique - voir Blaireau européen[5]
- Blaireau européen - l'espèce Meles meles[5],[6],[10],[9]
- Blaireau japonais - l'espèce Meles anakuma[6]
- Blaireau nord-américain - voir Blaireau d'Amérique[6]
- Blaireau ordinaire - voir Blaireau européen[6]
- Blaireau vulgaire - voir Blaireau européen[6]
- Blaireau-furet - les espèces du genre Melogale[5]
- Blaireau-furet chinois - l'espèce Melogale moschata[6]
- Blaireau-furet de Java - l'espèce Melogale personata[6]
- Blaireau-puant - les espèces du genre Mydaus[7] ou Mellivora[5]